# 佐賀市立開成小学校
佐賀市立開成小学校（さがしりつかいせいしょうがっこう）は、佐賀県佐賀市鍋島町にある市立小学校である。

## アクセス
- 佐賀市営バス「卸センター前」バス停留所下車後、徒歩約890m・約14分（最短ルート移動した場合）。

## 周辺
- 国道208号環状西通り
- 佐賀市立図書館開成分室
- 開成老人福祉センター

## 概要
佐賀大学医学部を中心に鍋島町の開発が進んだ結果、佐賀市立鍋島小学校の児童数が増加したことにより、鍋島小学校から分離・開校した。
校区の西端に嘉瀬川、東端には多布施川が流れている。また鍋島小学校との校区の境界に国道34号が走っている。

## 沿革
- 1985年（昭和60年）5月 - 鍋島小学校過大規模校解消のため、分離校建設促進委員会発足。
- 1988年（昭和63年）11月 - 公募により分離校を「開成小学校」と校名決定。
- 1989年（平成元年）5月 - 校舎建設に着手。
- 1990年（平成2年）4月1日 - 24学級、児童数843名で開校。
- 1991年（平成3年）
  - 1月 - 校歌発表会（作詞:荒木豊校長・作曲:下村大和氏）。
  - 2月 - 校歌制定。
  - 3月 - 第1回卒業証書授与式挙行。最初の卒業生は130名。
  - 6月 - 学校正門完成、開通式及び創立1周年記念行事挙行。
- 1992年（平成4年）
  - 1月 - 世界青年の船（ケニア、バングラデシュ）団員来校。
  - 9月 - 毎月第2土曜日が休業日となる。
- 1993年（平成5年）
  - 3月 - コンピュータ設置22台。
  - 9月 - 文部省（現:文部科学省）指定「学校週5日制実践研究地域協力校」の指定を受け、毎月第2土曜日、第4土曜日が休業日となる。
- 1994年（平成6年）3月 - PTAより校地西側にドングリ林が植樹される。
- 1998年（平成10年）3月 - 「子供110番の家」設置発会。
- 2000年（平成12年）
  - 2月 - 開成小学校校内LAN設置工事。
  - 8月 - 運動場に夜間照明が設置され、点灯式挙行。
  - 11月 - 開成遊びの森完成。
  - 12月 - 創立10周年記念式典挙行、10周年祝賀会開催。開成小学校文化祭開催。
- 2002年（平成14年）
  - 4月 新小学校学習指導要領実施に伴い完全週5日制実施。
  - 8月 - 教室棟カーペットからフローリングへ改修工事（中棟1階）。
- 2003年（平成15年）8月 - 教室棟カーペットからフローリングへ改修工事（中棟2階）。
- 2005年（平成17年）8月 - 教室棟カーペットからフローリングへ改修工事（北棟3階、中棟3階）。
- 2006年（平成18年）8月 - 北校舎オープン教室壁設置。
- 2014年（平成26年）8月 - 普通教室に電子黒板設置。パソコン室のパソコンをタブレットに変更。
- 2015年（平成27年）11月 - 創立25周年記念式典挙行。

## 課外活動
- 女子ミニバスケットボール部が、1999年に県大会で優勝し2000年3月に行われた全国大会に出場した。2002年にも全国大会に出場した。
- 毎年6月にホタルを観る会を実施している。